# Chorążycha
Chorążycha – wieś w Polsce położona w województwie podlaskim, w powiecie sokólskim, w gminie Janów. Leży w bezpośrednim sąsiedztwie Janowa. Aktualnie jest jedną z ulic Janowa.
W latach 1975–1998 miejscowość administracyjnie należała do województwa białostockiego.